# اسکی‌پاره بالا
اسکی‌پاره بالا یا  ورین ووسکپار (به لاتین: Yuxarı Əskipara) قسمتی از شهرستان قزاق در جمهوری آذربایجان به وسعت ۳۷ کیلومترمربع است که به‌طور کامل در خاک ارمنستان محصور است.. در هنگام جنگ قره‌باغ در سال ۱۹۹۲ این ناحیه توسط ارمنستان تصرف شد و اهالی آذری آن کوچانده شدند.